# Audi RS3
De Audi RS3 is de sportiefste versie van de Audi A3-reeks van de Duitse autoproducent Audi. Begin 2011 verscheen de eerste RS3 als 5-deurs Sportback. Vanaf 2017 is de RS3 er ook als sedan (autotype).

## Eerste generatie (8PA)
Nadat er al jarenlang gespeculeerd is over dit model werd de RS3 Sportback dan op 22 november 2010 officieel bekendgemaakt. De RS3 is uitsluitend als 5-deurs Sportback op de markt verschenen en werd gebouwd in Győr in Hongarije waar ook de Audi TT geproduceerd wordt.

### Technisch

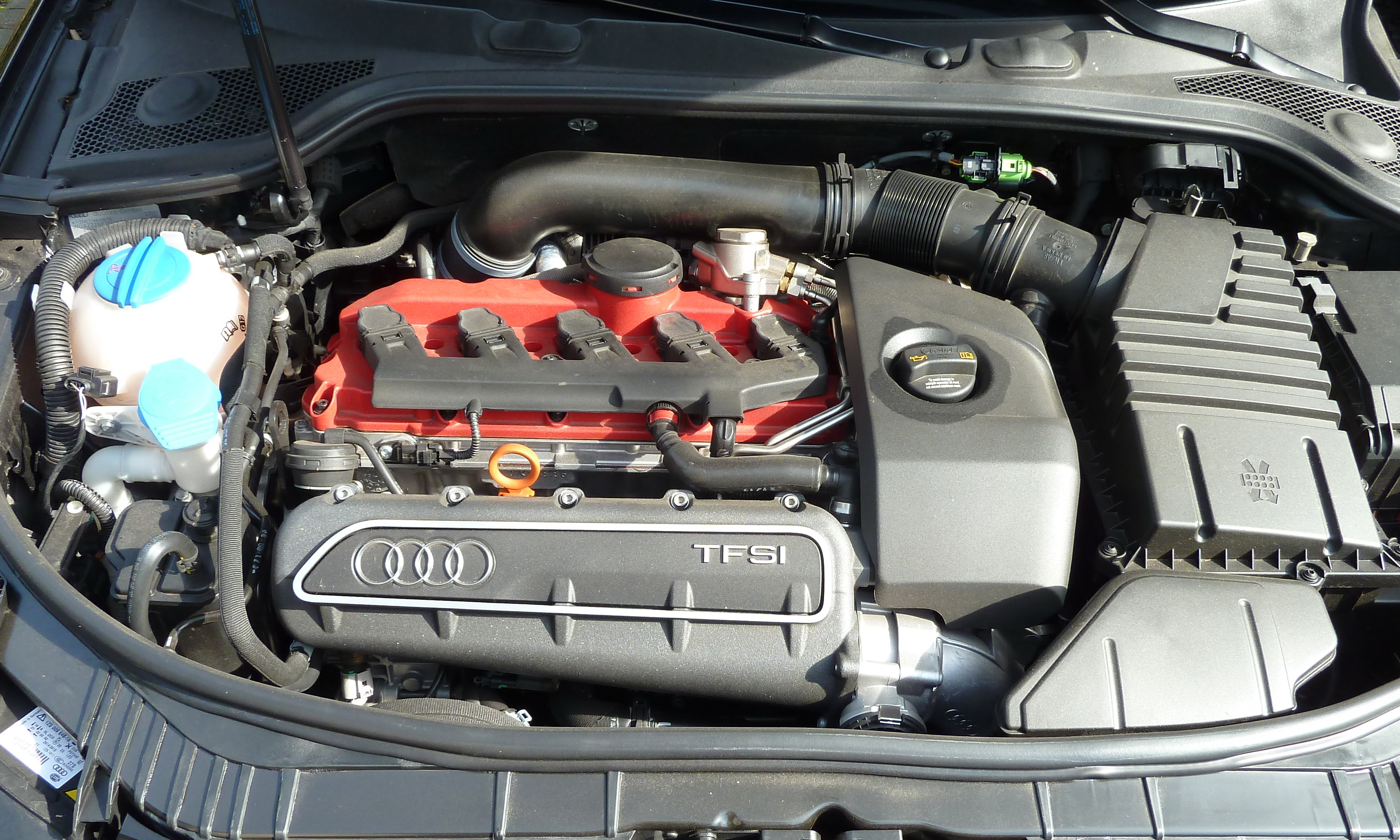
De 2.5 TFSI vijfcilinder turbomotor

De RS3 maakt logischerwijs gebruik van dezelfde krachtbron als de Audi TT RS: een 2,5-liter vijfcilinder turbomotor, welke is uitgeroepen tot " International Engine of the Year ". Hij heeft dezelfde specificaties wat betekent dat de 2.5 TFSI een vermogen van 340 pk levert en een maximum koppel van 450 Nm. Nieuw is de 7-traps S-tronic versnellingsbak met dubbele koppeling die in 2010 in de TT RS debuteerde. Deze DQ500 is sterker dan zijn voorgangers om de grote krachten van de vijfcilinder te kunnen verwerken. Standaard beschikt de RS3 over quattro vierwielaandrijving van het Haldex type.
De RS3 Sportback is 25 millimeter verlaagd ten opzichte van de A3. De remschijven vóór zijn geperforeerd hebben een diameter van 370 mm. De achterste schijven hebben een diameter van 310 millimeter. De RS3 staat op 19 inch velgen met bandenmaat 235/35 vóór en 225/35 achter.

### Uiterlijk
Het uiterlijk volgt de traditie van de overige RS-modellen wat vergrote wielkasten en een voorbumper met grote koelgaten betekent. Verder hebben de grille en koelgaten een rooster met zwart gelakte honingraatstructuur. Enige afwijking zijn de uitlaten. Waar de andere RS-modellen van Audi altijd 2 ovale uitlaten aan weerszijden hebben is bij de RS3 gekozen voor een dubbele pijp aan één kant, net zoals bij de S3.

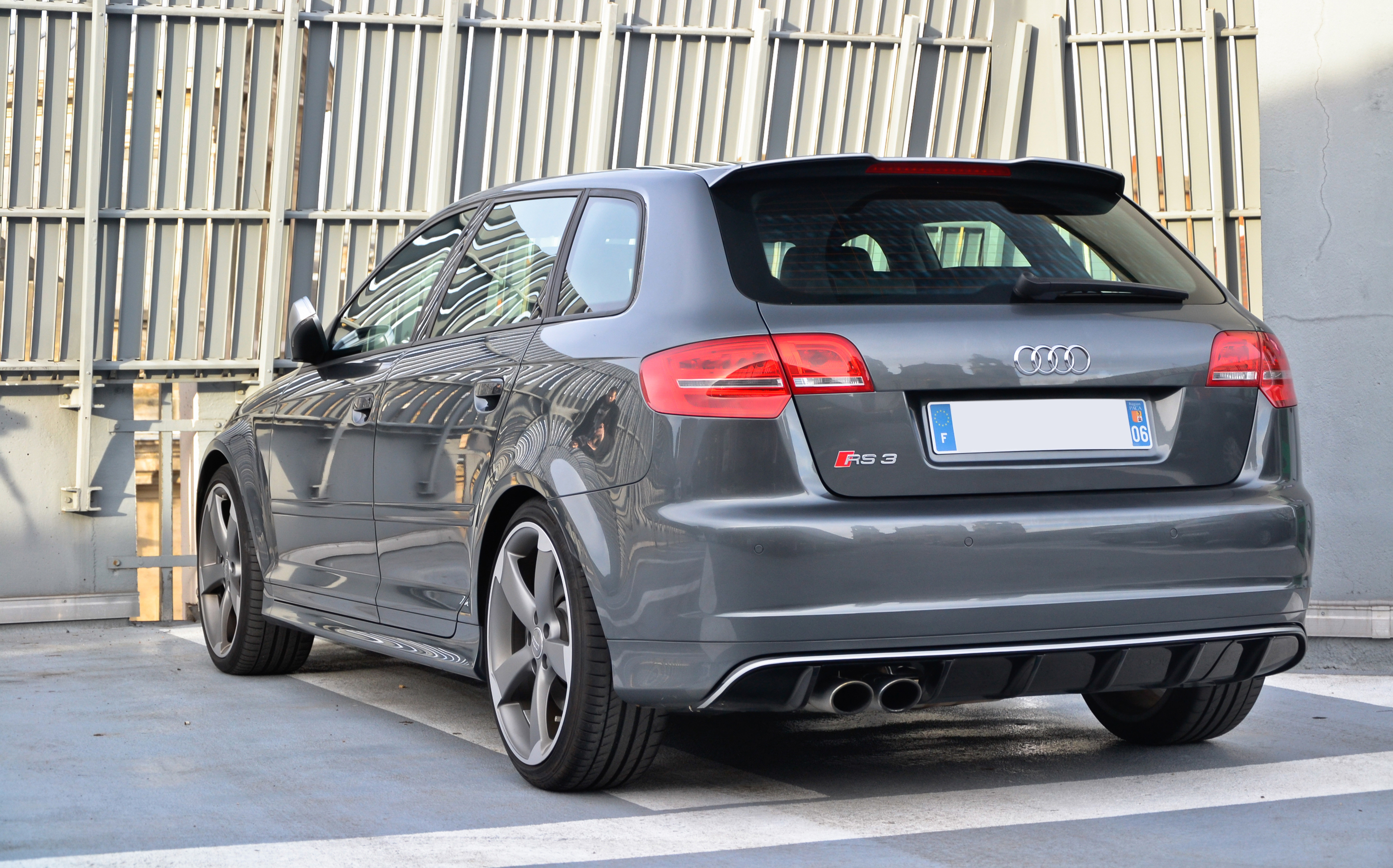
achteraanzicht
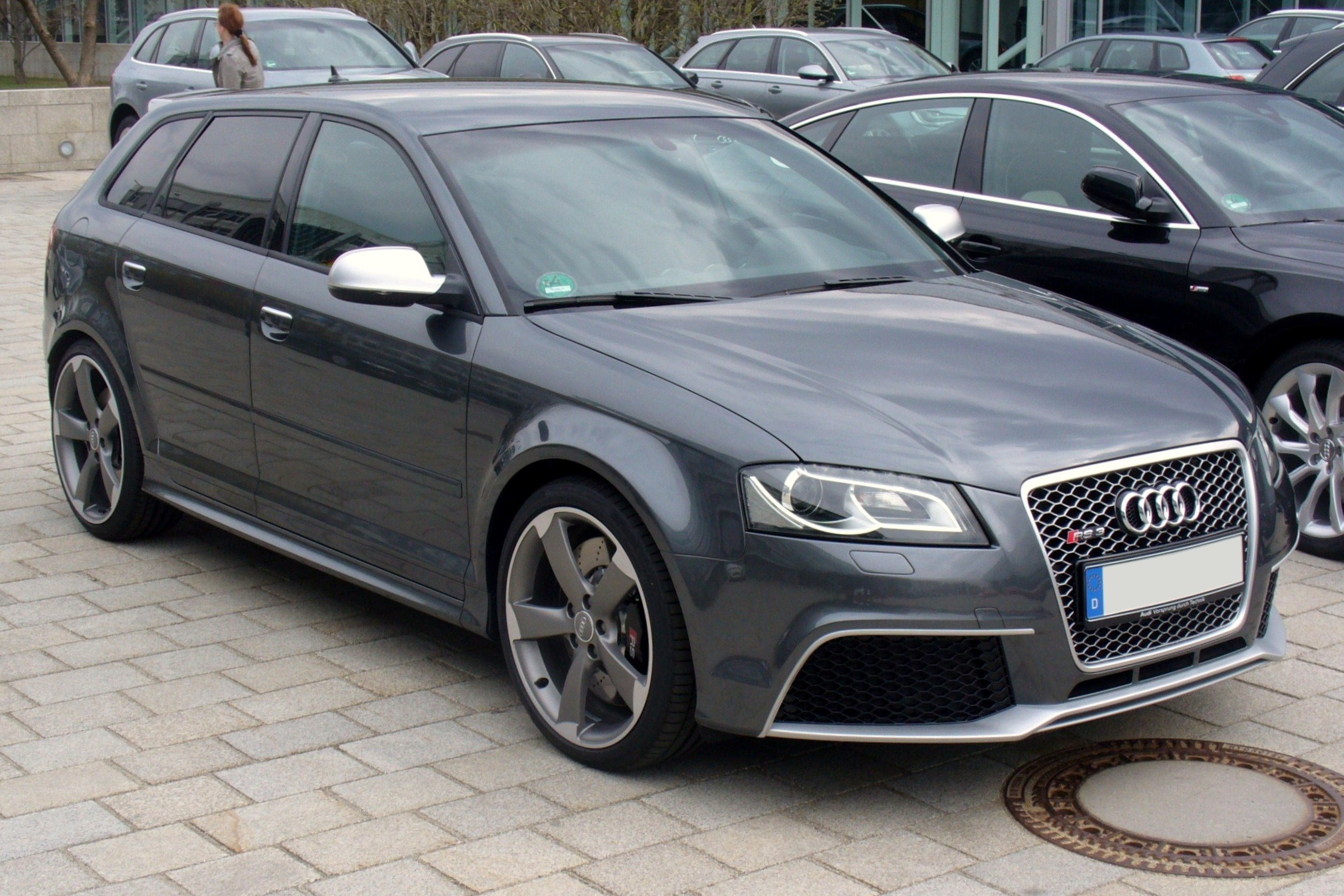
vooraanzicht

## Tweede generatie (8VA)
De tweede generatie verscheen al relatief snel na de introductie van het nieuwe A3-model in 2012, op de Autosalon van Genève in maart 2015 vond de onthulling van de tweede generatie RS3 plaats. In eerste instantie was ook dit model uitsluitend als 5-deurs Sportback leverbaar.
De tweede generatie RS3 is voorzien van dezelfde motor als de eerste generatie, echter heeft deze nu een vermogen 367 pk en een koppel van 465 Nm. Ook de 7-traps S tronic automaat en quattro vierwielaandrijving zijn terug te vinden. De grootste verandering is het modulaire MQB-platform waar deze RS3 op is gebouwd. Het maakt de RS3 ruim 50 kg lichter dan zijn voorganger. De sprinttijd is verlaagd naar 4,3 seconden.
Nieuwe RS elementen zijn nu ook te zien in de RS3, met een soort vleugel die tussen de twee grote luchtinlaten loopt. Achter is een agressievere diffuser met nu wel twee ovale uitlaten aan beide kanten. Verder staat de RS3 op 19 inch lichtmetaal en zijn de spiegelkappen in aluminium optiek. In het interieur zitten sportstoelen en zijn er veel rode accenten te zien.

### Facelift

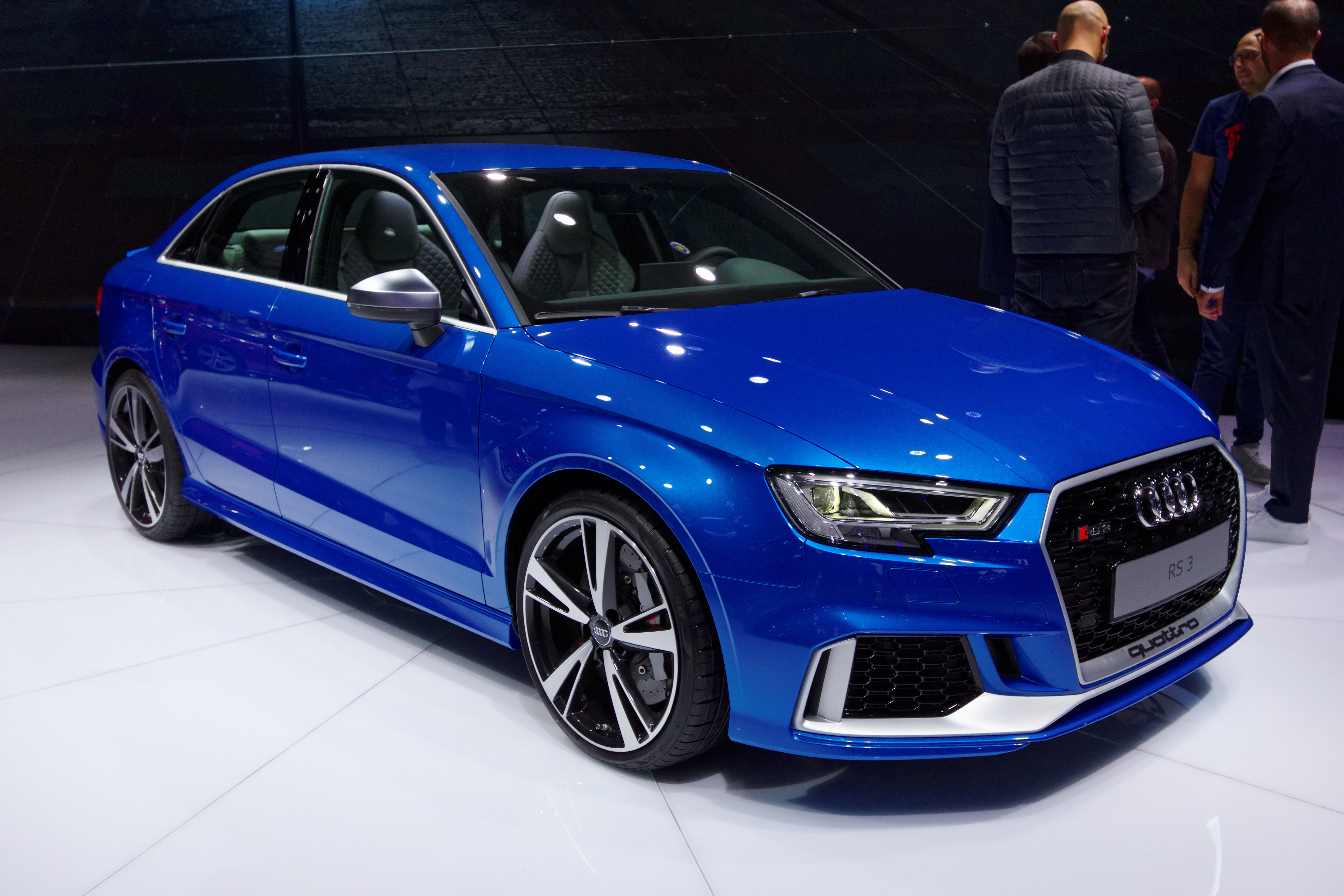
RS3 Limousine

In 2016 werd de A3 gefacelift en in 2017 volgde de RS3. Het grootste verschil is dat de RS3 nu ook als Limousine leverbaar werd, waar al langer geruchten over waren. Nadat Audi in 2014 al de Audi A3 Clubsport Quattro Concept voorstelde, een A3 Limousine met 525 pk sterke vijfcilindermotor welke opvallend veel gelijkenissen vertoonde met andere Audi RS-modellen, kon een productieversie van dit model dan ook niet uitblijven.
Het faceliftmodel en de nieuwe RS3 Limousine werden voorzien van een compleet herziene 2,5-liter vijfcilinder TFSI-motor, welke eerder al zijn weg vond in de tweede generatie Audi TT RS. Het blok is 26 kg lichter dan voorheen, terwijl het vermogen steeg naar 400 pk en het koppel nu 480 Nm bedraagt. Dit zorgt ervoor dat de sprint naar de 100 km/u nu twee tienden korter duurt.
In het exterieur is de nieuwe RS-look doorgevoerd, met een grille met quattro opschrift aan de onderkant. Er zijn nieuwe LED-koplampen en achter is een bredere diffuser.

### Gegevens
|                      | RS3 Sportback                                            | RS3 Sportback                                            | RS3 Limousine                                            |                                                          |
| -------------------- | -------------------------------------------------------- | -------------------------------------------------------- | -------------------------------------------------------- | -------------------------------------------------------- |
| Bouwtijd             | 04/2015 – 04/2016                                        | 08/2017 – 05/2018                                        | 08/2017 – 05/2018                                        |                                                          |
| Motor                | vijfcilinder lijnmotor, 4 kleppen per cilinder, turbo    | vijfcilinder lijnmotor, 4 kleppen per cilinder, turbo    | vijfcilinder lijnmotor, 4 kleppen per cilinder, turbo    |                                                          |
| Cilinderinhoud       | 2.480 cm³                                                | 2.480 cm³                                                | 2.480 cm³                                                |                                                          |
| Compressieverhouding | 10,0:1                                                   | 10,0:1                                                   | 10,0:1                                                   |                                                          |
| Vermogen             | 367 pk (270 kW) bij 5.550 - 6.800 tpm                    | 400 pk (294 kW) bij 5.850 - 7.000 tpm                    | 400 pk (294 kW) bij 5.850 - 7.000 tpm                    |                                                          |
| Koppel               | 465 Nm bij 1.625 - 5.550 tpm                             | 480 Nm bij 1.700 - 5.850 tpm                             | 480 Nm bij 1.700 - 5.850 tpm                             |                                                          |
| Aandrijving          | vierwielaandrijving                                      | vierwielaandrijving                                      | vierwielaandrijving                                      |                                                          |
| Transmissie          | 7-traps S-tronic                                         | 7-traps S-tronic                                         | 7-traps S-tronic                                         |                                                          |
| Gewicht              | 1.595 kg                                                 | 1.585 kg                                                 | 1.590 kg                                                 |                                                          |
| 0–100 km/h           | 4,3 s                                                    | 4,1 s                                                    | 4,1 s                                                    |                                                          |
| Topsnelheid          | 250 km/u (begrensd), 280 km/u (begrensd) tegen meerprijs | 250 km/u (begrensd), 280 km/u (begrensd) tegen meerprijs | 250 km/u (begrensd), 280 km/u (begrensd) tegen meerprijs | 250 km/u (begrensd), 280 km/u (begrensd) tegen meerprijs |
| Verbruik             | 8,1 l/100 km                                             | 8,3 l/100 km                                             | 8,3 l/100 km                                             |                                                          |
| CO2-uitstoot         | 189 g/km                                                 | 189 g/km                                                 | 191 g/km                                                 |                                                          |

Met de invoering van de WLTP-meting kwam naar voren dat, naast de Audi TT RS ook de RS3 de grenswaardes op het vlak van uitstoot overschreed, en dus niet meer verkocht mocht worden. Audi wist de motor echter zodanig aan te passen dat beide modellen de test later alsnog succesvol volbrachten. Dit alles zonder dat het vermogen in het geding kwam, wat bijvoorbeeld bij de Volkswagen Golf R wel het gevolg was.

##### Gegevens na WLTP
|                      | RS3 Sportback                                            | RS3 Limousine                                            |
| -------------------- | -------------------------------------------------------- | -------------------------------------------------------- |
| Bouwtijd             | 02/2019 – heden                                          | 02/2019 – heden                                          |
| Motor                | vijfcilinder lijnmotor, 4 kleppen per cilinder, turbo    | vijfcilinder lijnmotor, 4 kleppen per cilinder, turbo    |
| Cilinderinhoud       | 2.480 cm³                                                | 2.480 cm³                                                |
| Compressieverhouding | 10,0:1                                                   | 10,0:1                                                   |
| Vermogen             | 400 pk (294 kW) bij 5.850 - 7.000 tpm                    | 400 pk (294 kW) bij 5.850 - 7.000 tpm                    |
| Koppel               | 480 Nm bij 1.950 - 5.850 tpm                             | 480 Nm bij 1.950 - 5.850 tpm                             |
| Aandrijving          | vierwielaandrijving                                      | vierwielaandrijving                                      |
| Transmissie          | 7-traps S-tronic                                         | 7-traps S-tronic                                         |
| Gewicht              | 1.605 kg                                                 | 1.610 kg                                                 |
| 0–100 km/h           | 4,1 s                                                    | 4,1 s                                                    |
| Topsnelheid          | 250 km/u (begrensd), 280 km/u (begrensd) tegen meerprijs | 250 km/u (begrensd), 280 km/u (begrensd) tegen meerprijs |
| Verbruik             | 8,5 l/100 km                                             | 8,5 l/100 km                                             |
| CO2-uitstoot         | 194 g/km                                                 | 194 g/km                                                 |